# Тънки рът
Тънки рът е село в Северна България. Намира се в община Елена, област Велико Търново. Намира се в Еленския Предбалкан на на 450 м.н.в
Към 1934 г. селото има 108 жители. Населението му към 2011 г. е 2 души. Влиза в землището на село Дебели рът.